# グラブコスモス
グラブコスモス(ロシア語: Главкосмос、Glavcosmos) は1985年に総合機械製造省 (MOM) の下に設立されたソビエト連邦の宇宙事業に関する機関。ゴルバチョフ書記長によってAlexander Dunayevが初代長官に任命された。元はソビエトの宇宙活動を統括して以前よりも商業目的に対応しやすくする目的で設立された。
当時、ソビエトではソビエトのシステムの商業的利用や外国の宇宙飛行士をソビエトの宇宙船への搭乗を含む外国との共同活動に積極的だった。ソビエト連邦の崩壊後、ロシア連邦宇宙局が設立され、軍用技術の民需転換とロシアの宇宙技術の商業化が実施された。